# 薩爾曼·魯西迪

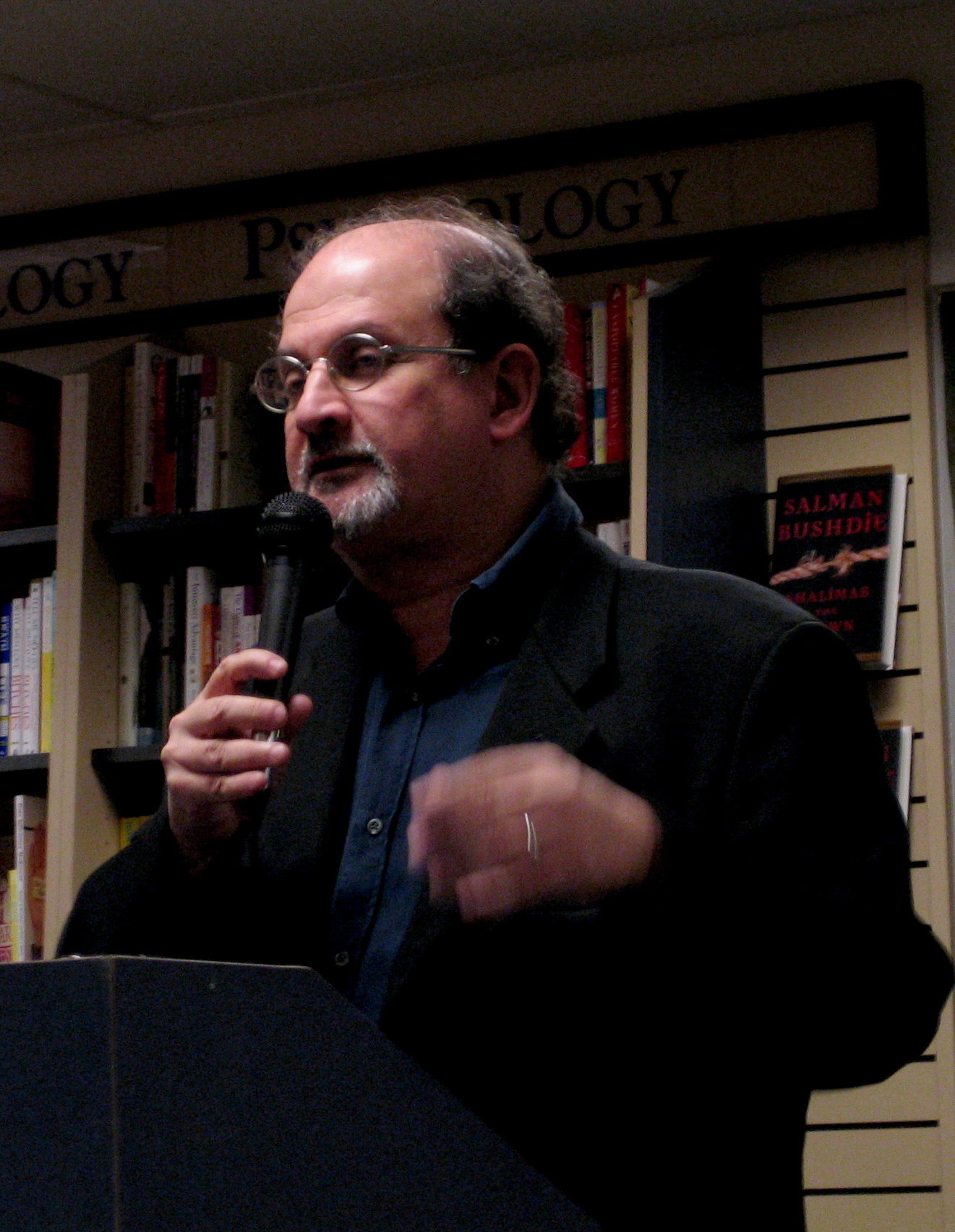
薩爾曼‧魯西迪正在介紹其新作《小丑薩利瑪》。

艾哈邁德·薩爾曼·魯西迪爵士，CH（英語：Sir Ahmed Salman Rushdie，/sælˈmɑːn ˈrʊʃdi/；1947年6月19日—），印度裔英美雙籍作家。

## 生平
生於英屬印度孟買，14歲移居英國讀書，劍橋大學國王學院歷史系畢業。其作品风格往往被归类为魔幻写实主义，作品显示出东西方文化的双重影响。他在英國支持工黨，並批評印度的保守派政黨。魯西迪現居美國紐約，並曾經在電影《BJ單身日記》客串。
2022年8月12日，魯西迪在美國紐約州肖托夸遇襲。疑犯是來自新澤西州费尔维尤的24歲嫌犯馬塔爾，疑犯犯案前曾在社群媒體發表貼文大力支持伊朗政府與伊斯蘭革命衛隊，也廣泛地支持「什葉派極端主義」。事后，许多同业协会和著名作家齐聚纽约公共图书馆，高举大字报声援拉什迪，认为这次的刺杀事件凸显思想和言论自由备受仇视，呼吁民众共同维护这项最基本的人权。

## 作品

### 午夜之子
魯西迪的第2部小說作品《午夜之子》獲得1981年布克獎，內容充滿豐富的想像。

### 撒旦詩篇
1989年出版，魯西迪的《撒旦詩篇》（The Satanic Verses，或譯《魔鬼詩篇》）因為責駡伊斯蘭教的不公平，而遭伊朗精神領袖赛义德·鲁霍拉·霍梅尼下達追殺令。追杀令由霍梅尼于1989年2月14日宣布，英国在与伊朗交涉失败后，于3月7日宣布与伊朗断絕外交关系。1998年两国恢复外交关系，作为复交的前提，以穆罕默德·哈塔米总统为首的伊朗政府宣布“既不支持也不阻止对拉什迪的刺杀”。
2022年8月12日，萨尔曼·拉什迪於美國紐約州的演講上遇刺受傷。

### 其他著作
- 《格里茅斯》（Grimus）1975年出版，是科幻小說。
- 《羞恥 (魯西迪)》 1983年出版，以巴基斯坦為場景的政治小說。
- 《想像的家園》（Imaginary Homelands：Essays and Criticism，1981-1991）1991年出版，「這本集結了75篇論文和書評，涵蓋了文學、政治與宗教，被視為一部『世界主義─後殖民批評』的重要宣言。」[6]。
- 《摩爾人的最後嘆息》（The Moor's Last Sigh）1995年出版，是一部大型家族史詩小說。
- 《她腳下的土地》（The Ground Beneath Her Feet）1999年出版，小說，一位現代流行音樂歌手一生的故事。
- 《憤怒》（Fury）2001年出版，屬於哲理寓言小說。
- 《小丑薩利瑪》
- 《哈樂與故事之海》
- 《東方，西方》
- 《美洲豹的微笑：尼加拉瓜之旅》
- 《綠野仙蹤 (魯西迪)》
- 《兩年八個月又二十八夜》 （Two Years, Eight Months and Twenty-Eight Nights）2015年出版 ﹝繁體中文版﹞ 2017年出版，譯者：蔡宜容，麥田出版